# Творовські

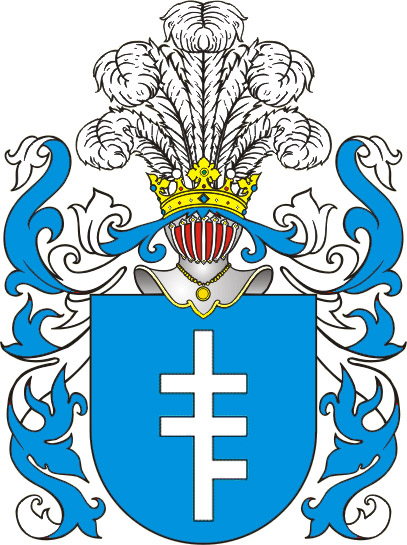
Герб Творовських — Пилява

Творовські (пол. Tworowscy) — польський шляхетський рід гербу Пилява.

## Відомості
Походили з Сєрадзького воєводства Королівства Яґеллонів. Родове прізвище походило від дідичного володіння — села Творув (пол. Tworów, зараз не існує; на його «обшарах» відомий Миколай Рей заснував село Окша). Адам Бонецький відносив село Творув до Хенцинського повіту. Нащадки польного гетьмана коронного Яна Творовського після отримання у власність міста Бучача стали підписуватись Творовські з Бучача, або Бучацькі-Творовські.
Подружжя Юзефа та Марії Творовських були меценатами виготовлення дзвону для парафіяльного костелу в Снятині. 
Власниками села Крупе наприкінці 16-17 ст. вказані Бучацькі — очевидно, це Бучацькі-Творовські.
14 вересня 1523 року в Галичі зареєстрований лист Отто з Ходча до львівських бурмістра і райців щодо випущення забраних у Творовського волів.

### Представники
- Анджей — чоловік Барбари Стшемеської гербу Любич, донька Марека[7]
- Ян з Творова — 1419 року згаданий Бартошем Папроцьким
- Ян Творовський (Бучацький) — польний гетьман коронний (1509—1520).